# We’re All Gonna Die
We’re All Gonna Die (engl. für „Wir werden alle sterben“) ist eine romantische Science-Fiction-Komödie von Matthew Arnold und Freddie Wong. Der Film mit Ashly Burch und Jordan Rodrigues in den Hauptrollen feierte im März 2024 beim South by Southwest Film Festival seine Premiere.

## Handlung
In naher Zukunft hat sich der „Spike“ in der oberen Erdatmosphäre gebildet, ein 10.000 Meilen hoher unzerstörbarer, schwebender, außerirdischer Tentakel. Anfänglich hat das Phänomen die Menschheit in Panik versetzt, doch Jahre später haben sich alle daran gewöhnt.

## Produktion

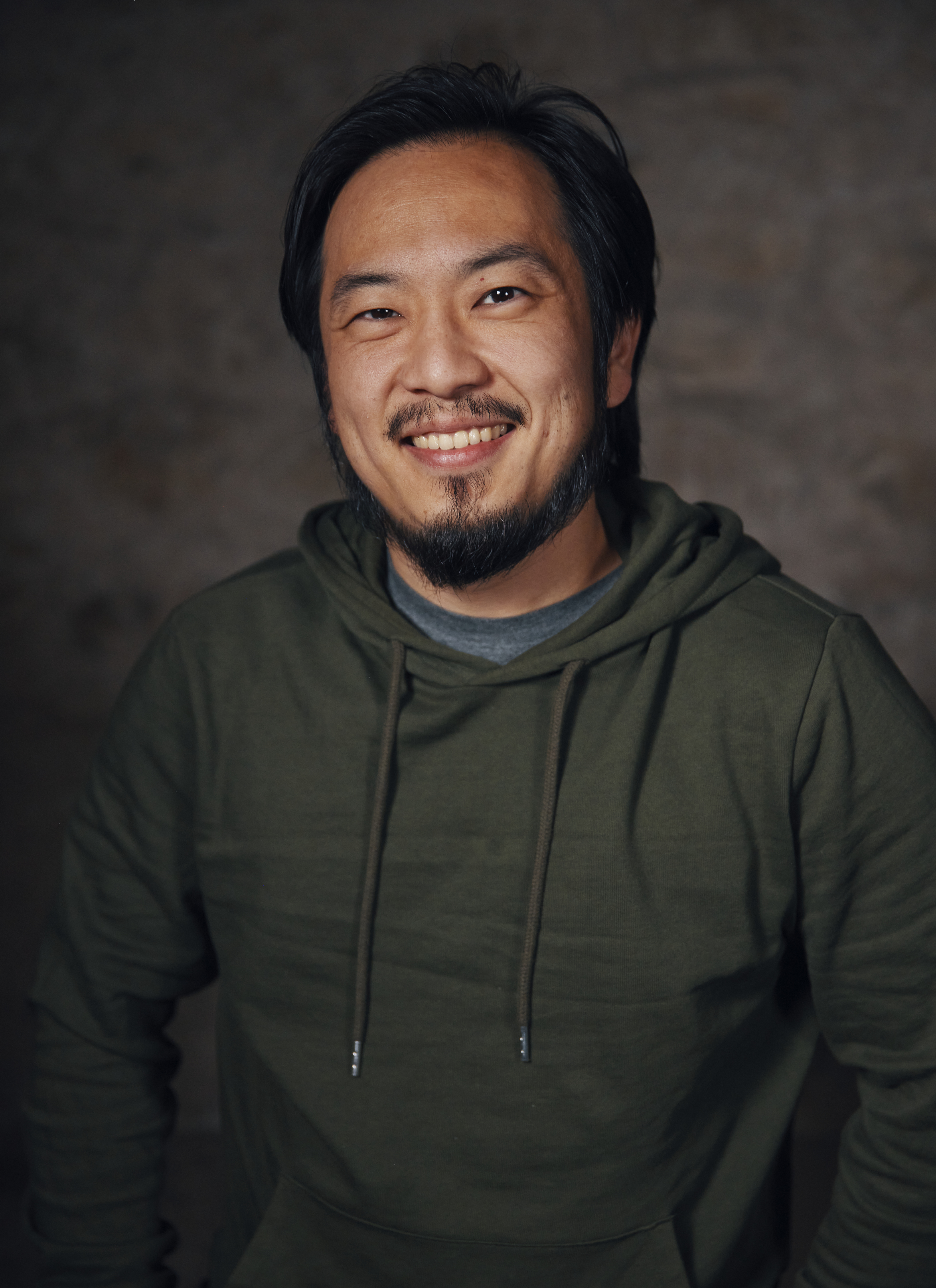
Regisseur Freddie Wong

Regie führten Freddie Wong und Matthew Arnold. Gemeinsam führten sie zuvor bei Fernsehserien wie RocketJump, Video Game High School und Dimension 404 Regie. 
Der Australier Jordan Rodrigues, bekannt durch seine Rollen als Jai Fernandez in Home and Away und als Christian Reed in Dance Academy – Tanz deinen Traum!, spielt Kai. Die US-Amerikanerin Ashly Burch ist in der Rolle von Thalia zu sehen. In weiteren Rollen spielen Chase Mangum, Vin Vescio, Willow Hale und Serenity Grace Russell. Für das Casting war Jaime Gallagher zuständig.
Die Filmmusik komponierte Maxton Waller.
Die Premiere des Films fand am 10. März 2024 beim South by Southwest Film Festival statt, wo er im Narrative Feature Competition gezeigt wurde.

## Auszeichnungen
South by Southwest Film Festival 2024
- Nominierung im Narrative Feature Competition (Matthew Arnold und Freddie Wong)